# Подклиння (Серьодкинська волость)
Подклиння (рос. Подклинье) — присілок в Псковському районі Псковської області Російської Федерації.
Населення становить 31 особу. Входить до складу муніципального утворення Серьодкинська волость.

## Історія
Від 2015 року входить до складу муніципального утворення Серьодкинська волость.

## Населення
| 2001 | 2002 | 2010 |
| ---- | ---- | ---- |
| 71   | ↗74  | ↘31  |